# Mazerny
Mazerny ist eine französische Gemeinde mit 128 Einwohnern (Stand: 1. Januar 2022) im Département Ardennes in der Region Grand Est (vor 2016 Champagne-Ardenne). Sie gehört zum Arrondissement Charleville-Mézières, zum Kanton Nouvion-sur-Meuse sund zum Gemeindeverband Crêtes Préardennaises.

## Geographie
Die Gemeinde Mazerny liegt 24 Kilometer nordöstlich von Rethel. Umgeben wird Mazerny von den Nachbargemeinden Poix-Terron im Nordosten, Baâlons im Osten, Saint-Loup-Terrier im Süden, Wignicourt im Südwesten, Hagnicourt im Westen sowie Montigny-sur-Vence im Nordwesten.

## Bevölkerungsentwicklung
| Jahr                       | 1962 | 1968 | 1975 | 1982 | 1990 | 1999 | 2004 | 2009 | 2019 |
| -------------------------- | ---- | ---- | ---- | ---- | ---- | ---- | ---- | ---- | ---- |
| Einwohner                  | 159  | 150  | 107  | 111  | 110  | 112  | 121  | 117  | 127  |
| Quellen: Cassini und INSEE |      |      |      |      |      |      |      |      |      |

## Sehenswürdigkeiten
- Kirche Saint-Laurent
- Carmoterie-Kreuz, Symbol der landwirtschaftlichen Arbeit und des Krieges, Monument historique seit 1993[1]

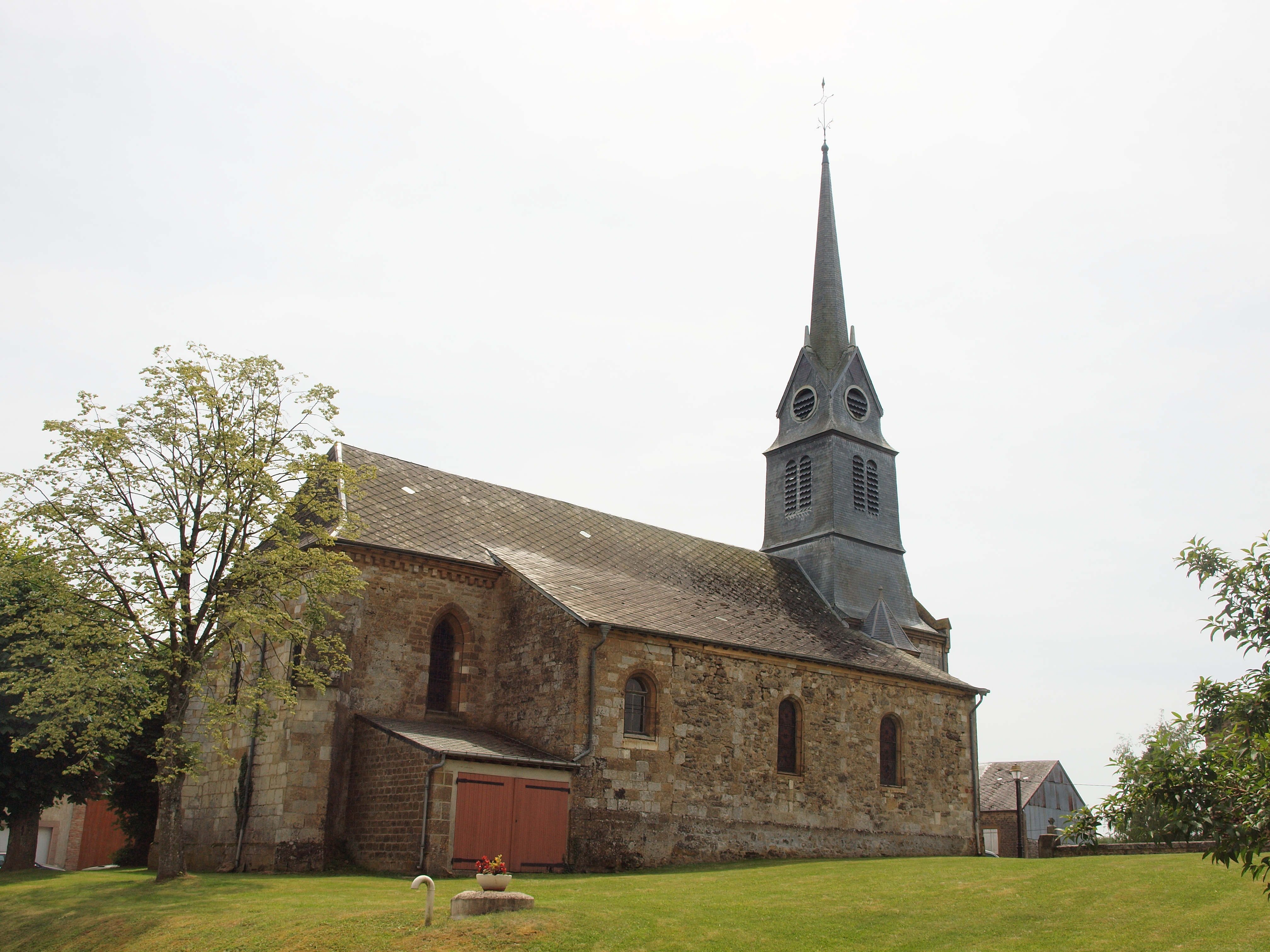
Kirche Saint-Laurent
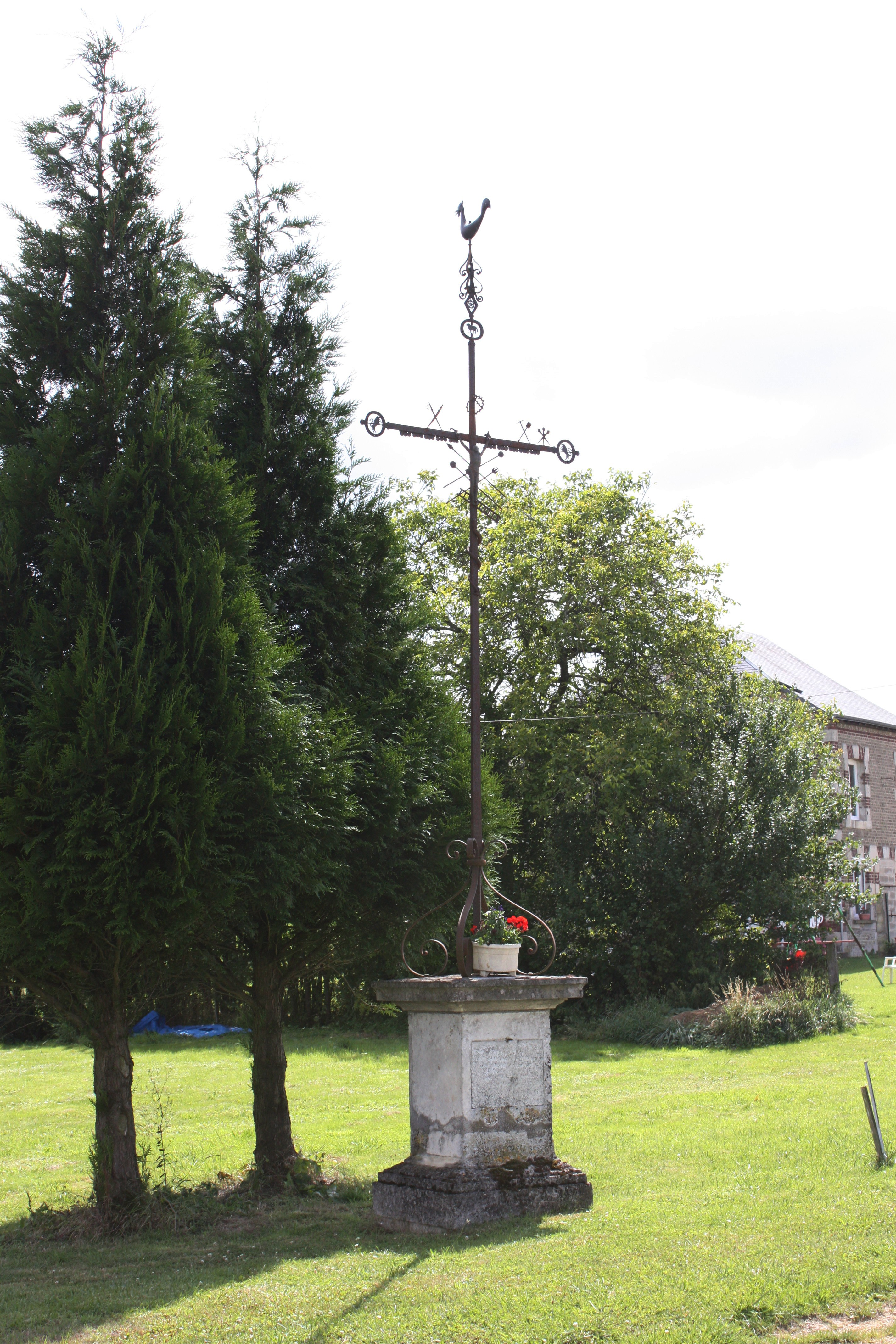
Croix de la Carmoterie

## Persönlichkeiten
- Jean Meslier (1664–1729), katholischer Priester und Radikalaufklärer
- Étienne Hulot (1774–1850), General der Infanterie